# Грант (округ, Небраска)
Шаблон:StateAbbr_ 41°55′ пн. ш. 101°44′ зх. д. / 41.92° пн. ш. 101.74° зх. д.
Округ Грант (англ. Grant County) — округ (графство) у штаті Небраска, США. Ідентифікатор округу 31075.

## Історія
Округ утворений 1884 року.

## Демографія
За даними перепису
2000 року
загальне населення округу становило 747 осіб, усе сільське.
Серед мешканців округу чоловіків було 398, а жінок — 349. В окрузі було 292 домогосподарства, 226 родин, які мешкали в 449 будинках.
Середній розмір родини становив 2,98.
Віковий розподіл населення поданий у таблиці:
| Стать    | До 15 років | 15-21 | 22-29 | 30-39 | 40-49 | 50-65 | 65-85 | Понад 85 |
| -------- | ----------- | ----- | ----- | ----- | ----- | ----- | ----- | -------- |
| Чоловіки | 89          | 54    | 20    | 43    | 72    | 65    | 53    | 2        |
| Жінки    | 69          | 33    | 15    | 53    | 67    | 65    | 42    | 5        |

## Суміжні округи
- Черрі — північ
- Гукер — схід
- Артур — південь
- Гарден — захід
- Шерідан — північний захід